# Gand-Wevelgem femminile 2025
La Gand-Wevelgem femminile 2025, tredicesima edizione della corsa e valevole come nona prova dell'UCI Women's World Tour 2025 categoria 1.WWT, si svolse il 30 marzo 2025 su un percorso di 168,9 km, con partenza da Ypres ed arrivo a Wevelgem, in Belgio. La vittoria fu appannaggio dell'olandese Lorena Wiebes, la quale completò il percorso in 4h11'19", alla media di 40,324 km/h, precedendo l'italiana Elisa Balsamo e la connazionale Charlotte Kool.
Sul traguardo di Wevelgem, 106 cicliste delle 143 accreditate alla partenza, portarono a termine la competizione.

## Squadre e corridori partecipanti
| N.      | Cod. | Squadra                    |
| ------- | ---- | -------------------------- |
| 1-6     | SDW  | Team SD Worx-Protime       |
| 11-16   | AGS  | AG Insurance-Soudal Team   |
| 21-26   | CSZ  | Canyon-SRAM Zondacrypto    |
| 31-36   | CTC  | Ceratizit Pro Cycling Team |
| 41-46   | TFS  | FDJ-Suez                   |
| 51-56   | FDC  | Fenix-Deceuninck           |
| 61-66   | HPH  | Human Powered Health       |
| 71-76   | LTK  | Lidl-Trek                  |
| 81-86   | LIV  | Liv AlUla Jayco            |
| 91-96   | MOV  | Movistar Team              |
| 101-106 | CGS  | Roland                     |
| 111-116 | TPP  | Team Picnic PostNL         |

| N.      | Cod. | Squadra                   |
| ------- | ---- | ------------------------- |
| 121-126 | TVL  | Team Visma-Lease a Bike   |
| 131-136 | UAD  | UAE Team ADQ              |
| 141-146 | UXM  | Uno-X Mobility            |
| 151-156 | BPK  | BePink-Imatra-Bongioanni  |
| 161-166 | DDG  | DD Group Pro Cycling Team |
| 171-176 | LOL  | Lotto Ladies              |
| 181-186 | ARK  | Arkéa-B&B Hotels Women    |
| 191-196 | CWT  | Cofidis Women Team        |
| 201-206 | EFO  | EF Education-Oatly        |
| 211-216 | AUB  | St Michel-P. Home-Auber93 |
| 221-226 | VWT  | VolkerWessels Pro Cycling |
| 231-236 | WOS  | Winspace Orange Seal      |

## Ordine d'arrivo (Top 10)
| Pos. | Corridore               | Squadra | Tempo    |
| ---- | ----------------------- | ------- | -------- |
| 1    | Lorena Wiebes           | SD Worx | 4h16'19" |
| 2    | Elisa Balsamo           | Lidl    | s.t.     |
| 3    | Charlotte Kool          | Picnic  | s.t.     |
| 4    | Marjolein van 't Geloof | Arkéa   | s.t.     |
| 5    | Chiara Consonni         | Canyon  | s.t.     |
| 6    | Lara Gillespie          | UAE     | s.t.     |
| 7    | Lily Williams           | Human   | s.t.     |
| 8    | Ally Wollaston          | FDJ     | s.t.     |
| 9    | Gladys Verhulst         | AG      | s.t.     |
| 10   | Kaja Rysz               | Roland  | s.t.     |